# 1908년 하계 올림픽
1908년 하계 올림픽(영어: 1908 Summer Olympics, Games of the IV Olympiad)은 1908년 4월 27일부터 1908년 10월 31일까지 영국 런던에서 개최된 제4회 하계 올림픽이다. 원래는 이탈리아 로마에서 개최될 예정이었으나 1906년 베수비오산 분화 수습을 위한 재정 문제로 올림픽 개최를 포기하면서 런던에서 대신 개최하게 되었다. 로마는 훗날 1960년 하계 올림픽을 유치하게 된다.
4년 연속으로 치러지는 하계 올림픽의 네번째 대회로서 1906년 중간 올림픽으로 새로이 4년 주기의 대회를 시작하려던 분위기에서 벗어나 기존의 4년 주기를 확립한 대회이기도 했다. 당시 대회를 주관한 국제올림픽위원회 위원장은 피에르 드 쿠베르탱 백작이었다.
6개월 4일, 총 187일 동안 진행된 대회로서 근대 올림픽 역사상 가장 오랜 기간 동안 열린 대회이기도 하다. 이 대회부터 금, 은, 동메달 수여 제도가 도입되었으며, 여자 선수 출전규모도 확대되어 1896년 제1회 올림픽 경기대회보다 크게 늘어난 37명이었고, 양궁·체조 시범경기에도 새로 참여했다.

## 개최지 선정
1908년 하계 올림픽 개최지 후보로는 총 4곳의 도시가 선정되었다. 이탈리아의 로마와 밀라노, 독일 베를린, 영국 런던이었다. 올림픽 개최지 발표는 1904년 런던에서 치러진 제6차 IOC 총회에서 이루어졌으며, 로마가 개최지로 선정되었다.
1906년 4월 7일 베수비오산 분화로 그 일대가 파괴되고 수백명이 사망하는 등 피해를 입게 되자, 이탈리아 정부는 나폴리 재건을 위한 예산을 편성하면서 올림픽 개최를 포기하였다. 이에 국제올림픽위원회는 새로운 개최국을 찾기로 하고 논의 끝에 런던의 화이트시티에서 개최하는 것으로 결정되었다. 당시 이곳에서는 올림픽보다 더욱 흥행했던 프랑스-영국 박람회도 함께 치러질 예정이었다.
1906년 올림픽 대회의 영구개최권을 주장한 그리스가 아테네에서 900명의 선수가 참가한 가운데 특별 대회를 개최했으나, 이 대회를 개최하면서 기존의 4년 주기대로 개최할 것을 재확인했다. 아테네에서 열린 대회는 현재까지도 공식 올림픽 대회로 인정되지 않는다.

## 경기 시설

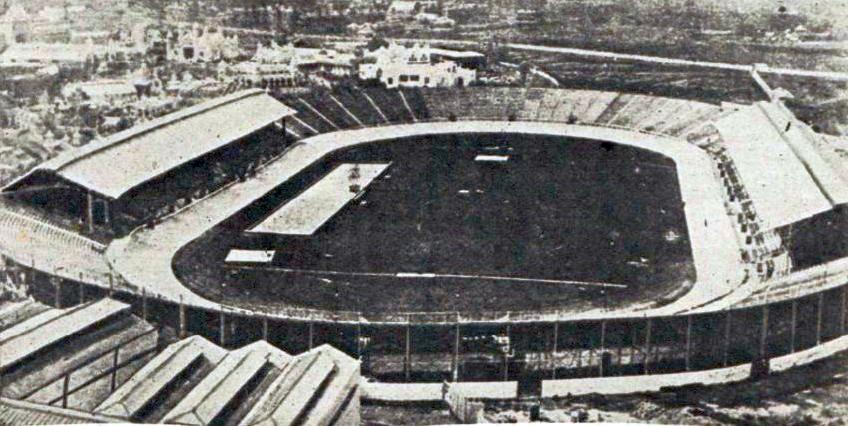
화이트 시티 스타디움 (1908년)

이번 대회에서 활용된 경기시설은 총 13곳이다. 대회 주경기장으로는 화이트 시티 스타디움이 신설되어 여러 종목을 담당하였다. 이번 대회를 위해 단기간에 지어진 경기장으로서 68,000명을 수용할 수 있었으며 실제 경기 시에도 대다수 관람석이 찼다고 전해진다. 스타디움 내 육상 트랙은 마일 기준으로 설치되어 미터법으로는 536.448m로 지어졌으며, 트랙이 둘러싼 중앙 필드에는 수영, 다이빙 종목을 위한 수영장과 레슬링, 체조 종목을 위한 플랫폼이 설치되었다. 화이트 시티 스타디움은 훗날 1934년 브리티시 엠파이어 게임과 1966년 FIFA 월드컵의 경기장으로 활용되었으며 1985년 철거되었다.
마라톤 종목의 경우 시작지점으로부터 주경기장의 완주지점까지의 거리가 처음으로 정해졌다. 원래는 25마일로 계획되으나 출발지가 윈저성으로 바뀌면서 26마일로 늘어났고, 이후 프린세스 로열 메리가 왕립탁아소 (Royal Nursery) 창문 밖에서 출발을 관람할 수 있으면 좋겠다는 의사를 밝혀오면서 출발지점이 바뀌었다. 여기에 영국 당국이 주경기장의 결승선을 국왕이 보시는 귀빈석 바로 앞에 두어야 한다고 요청하였고, 결과적으로 26마일 385야드 (42.195km)가 되었다. 이러한 코스 거리는 1924년 하계 올림픽부터 정식으로 채택되었다.
올림픽 역사상 첫 동계종목 개최를 위해 나이츠브리지의 프린스 스케이팅 클럽이 선정되었다. 여기서 치러진 피겨스케이팅 종목은 차기 대회인 1912년 하계 올림픽에서는 정식종목으로 채택되지 않았으나 1920년 하계 올림픽부터 다시 선정되었으며, 이후 1924년 초대 동계 올림픽의 정식 종목으로 이관되어 경기가 치러지기 시작하였다. 테니스 종목이 치러진 올잉글랜드 론 테니스 클럽은 윔블던 선수권 대회의 개최장소로 계속해서 사용되었으며 2012년 하계 올림픽에서 재활용된 1908년 하계 올림픽의 유일한 경기시설로 기록되었다. 사격과 조정 종목의 경기시설로 활용된 비슬리 사격장과 헨리 로열 레가타도 40년 뒤에 치러지는 1948년 하계 올림픽의 경기시설로 재활용된다.
| 경기 시설                                 | 종목 | 출처          |
| ----------------------------------------- | --- | ------------- |
| 올 잉글랜드 론 테니스 크로켓 클럽         | 테니스 | [ 9 ]         |
| 서리주 비슬리 사격장                      | 사격 (권총/소총) | [ 10 ]        |
| 셰퍼즈부시 프랑스-영국 박람회 펜싱 경기장 | 펜싱 | [ 11 ]        |
| 옥스퍼드셔주 헨리 로열 레가타             | 조정 | [ 12 ]        |
| 스코틀랜드 헌터스키                       | 요트 | [ 13 ]        |
| 헐링엄 클럽                               | 폴로 | [ 14 ]        |
| 이즐링턴 노샘프턴 협회                    | 복싱 | [ 15 ]        |
| 프린스 스케이팅 클럽                      | 피겨스케이팅 | [ 16 ]        |
| 퀸스 클럽                                 | 죄드폼, 라켓 | [ 17 ] [ 18 ] |
| 로열 빅토리아 요트 클럽                   | 요트 | [ 19 ]        |
| 사우샘프턴 워터                           | 모터보트 | [ 20 ]        |
| 억센던 슈팅 스쿨 클럽                     | 사격 (산탄총) | [ 21 ]        |
| 화이트 시티 스타디움                      | 1908년 하계 올림픽 양궁, 육상, 사이클 (트랙), 다이빙, 하키, 축구, 체조, 라크로스, 럭비, 수영, 줄다리기 (본선), 레슬링 | [ 22 ]        |

## 참가국

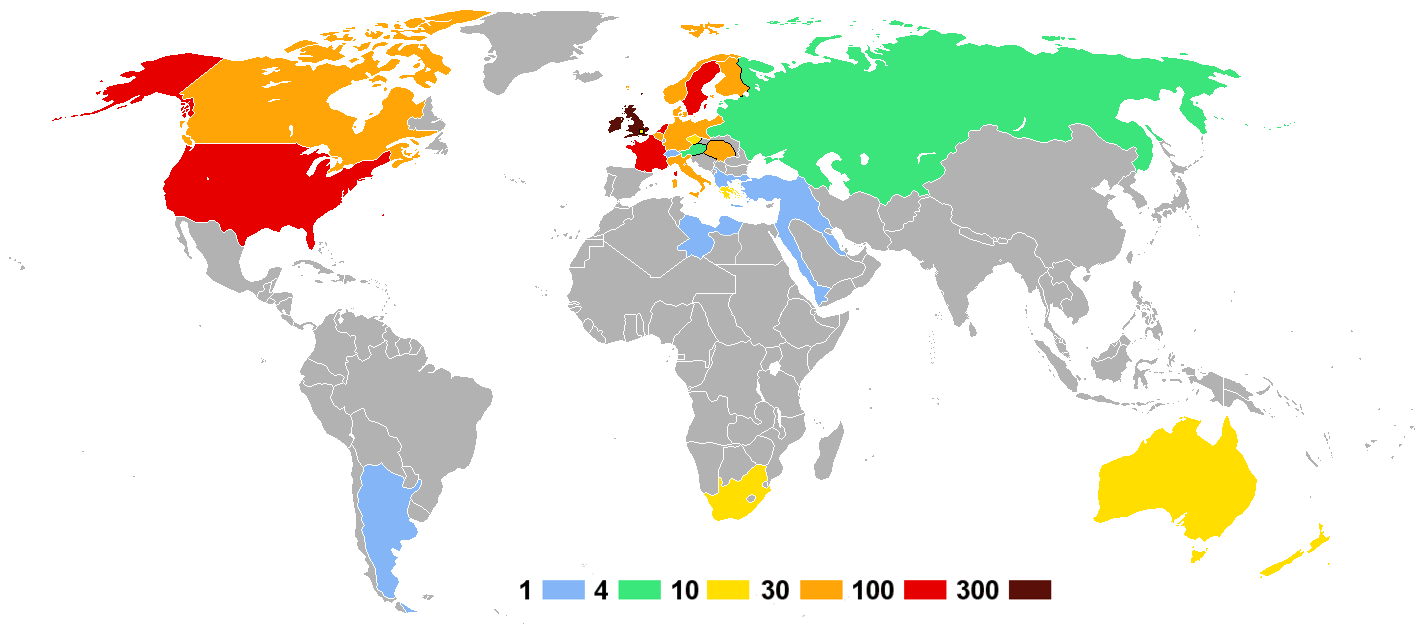
참가 선수 규모

1908년 하계 올림픽에 참가한 국가 (NOC)는 총 22개국이다. 핀란드, 튀르키예 (오스만 제국), 뉴질랜드 선수가 처음으로 올림픽에 참가하였다. 뉴질랜드의 경우 오스트레일리아와 함께 '오스트랄라시아 선수단'을 이루어 참가하였다. 개최국 영국팀은 676명의 선수가 출전하여 최대 선수 규모를 자랑했으나 메달 종합순위에서는 미국에 밀려 2위를 차지하였다.

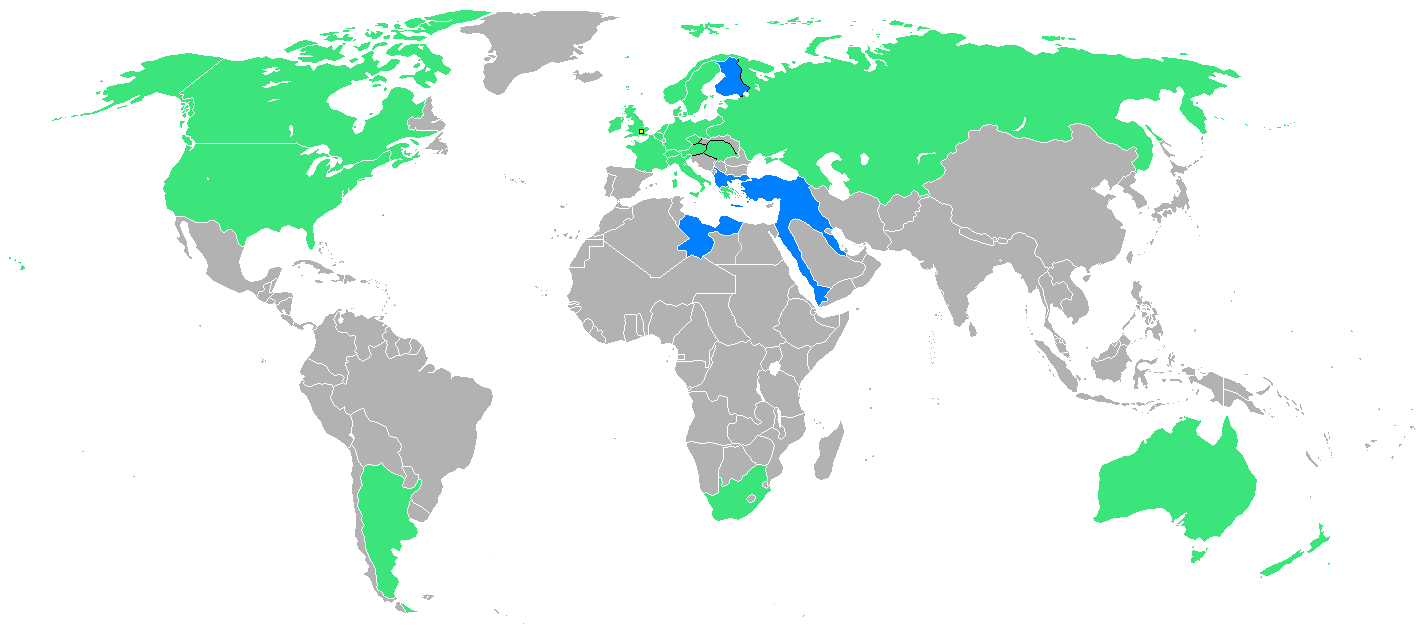
참가국

한편 영국팀으로 출전한 아일랜드 출신 선수들은 민족감정으로 영국에 대한 반감이 있었었기에 단독 선수단을 꾸려 참가해야 한다는 주장을 내세우기도 했다. 이는 러시아 제국의 속국이었던 핀란드 대공국이 개별 참가국으로 취급된 데 따른 주장이기도 했다. 아일랜드 선수들의 보이콧을 우려한 영국 당국은 선수단 명칭을 영국/아일랜드 (Great Britain/Ireland)로 바꾸고, 하키와 폴로 종목에서는 아일랜드가 별개로 출전하여 은메달을 획득하였으나, 두 경기의 은메달 기록은 영국의 것으로 집계되었다.
당시 아일랜드계 이민자들이 많았던 미국 선수단의 아일랜드 선수들은 이러한 논란으로부터 자유로웠으며 '아일랜드계 미국인 체육단'의 일원으로 미국 올림픽 선수단에 합류하여 출전하였다. 이들은 미국이 획득한 금메달 23개 가운데 10개를 획득하여, 프랑스, 독일, 이탈리아의 금메달수를 합친 것과 맞먹는 성과를 이루었다.
| - 아르헨티나 (1) - 오스트랄라시아 (32) - 오스트리아 (7) - 벨기에 (88) - 보헤미아 (19) - 캐나다 (87) - 덴마크 (81) - 핀란드 (67) - 프랑스 (363) - 독일 (81) - 영국 (676) | - 그리스 (20) - 헝가리 (63) - 이탈리아 (68) - 네덜란드 (113) - 노르웨이 (69) - 러시아 (6) - 남아프리카 (14) - 스웨덴 (168) - 튀르키예 (1)¹ - 스위스 (1) - 미국 (112) |

¹ 이 대회 당시 오스만 제국은 튀르키예라는 이름으로 출전하였다.

## 경기 종목
이번 대회에서는 22개 종목 110개 세부종목이 편성되어 치러졌다. 골프 종목도 치러질 예정이었으나 대회 개막 며칠 전에 취소되었다.
대회 공식 보고서에서 줄다리기는 육상 종목의 하나로 보았으며 '축구' (football)의 범주에도 일반 축구와 럭비의 두가지 종목이 있는 것으로 분류되었다. 오늘날 국제올림픽위원회에서는 줄다리기를 별개 종목으로 취급하고, 축구와 럭비도 별개로 구분짓고 있다. 사이클 7개 세부종목 가운데 스프린트 종목은 메달이 수여되지 않았다. 요트 종목의 경우 총 5개 세부종목이 계획되었으나 실제로는 4개 종목만 치러졌다.
- 수상
  -  다이빙 (2)
  -  수영 (6)
  -  수구 (1)
- 양궁 (3)
- 육상 (26)
- 복싱 (5)
- 사이클 (7)
- 펜싱 (4)
- 피겨스케이팅 (4)
- 축구 (1)
- 체조 (2)
- 하키 (1)
- 죄드폼 (1)
- 라크로스 (1)
- 폴로 (1)
- 라켓 (2)
- 조정 (4)
- 럭비 (1)
- 요트 (4)
- 사격 (15)
- 테니스 (6)
- 줄다리기 (1)
- 모터보트 (3)
- 레슬링
  - 자유형 (5)
  - 그레코로만형 (4)

이밖에도 사이클 폴로, 글리마, 사격 대결이 시범종목으로 치러졌다.

### 주요 경기
- 육상 경기는 올림픽 사상 처음으로 진정한 국제대회 답게 체계적으로 진행되었으나 심판판정에 대한 갈등이 끊이지 않아 다음 대회부터 주최국 출신 심판의 경기담당이 금지되기도 했다.
- 이탈리아 출신의 마라톤 선수 도란도 피에트리는 제일 먼저 경기장 안으로 들어온 후 5번이나 쓰러져 임원들의 부축으로 결승 테이프를 끊고 실격 당했는데 그의 영웅적인 투지를 높이 평가한 알렉산드리아 왕비가 개인상으로 금 트로피를 수여했다.
- 여자 선수 가운데는 양궁에서 우승한 시빌 퀴니 뉴웰(영국)이 역대 여자 최고령 금메달 리스트이다. 당시 그녀의 나이는 53세 277일이었다.

## 메달 집계

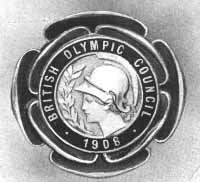
1908년 영국 올림픽 협회의 기념메

| 순위 | 국가     | 금메달 | 은메달 | 동메달 | 합계 |
| ---- | -------- | ------ | ------ | ------ | ---- |
| 1    | 영국     | 56     | 51     | 38     | 145  |
| 2    | 미국     | 23     | 12     | 12     | 47   |
| 3    | 스웨덴   | 8      | 6      | 11     | 25   |
| 4    | 프랑스   | 5      | 5      | 9      | 19   |
| 5    | 독일     | 3      | 5      | 6      | 14   |
| 6    | 헝가리   | 3      | 4      | 2      | 9    |
| 7    | 캐나다   | 3      | 3      | 10     | 16   |
| 8    | 노르웨이 | 2      | 3      | 3      | 8    |
| 9    | 이탈리아 | 2      | 2      | 0      | 4    |
| 10   | 벨기에   | 1      | 5      | 2      | 8    |